# Karsten Alnæs
Karsten Alnæs (né le 29 mai 1938 à Hønefoss) est un écrivain, historien et journaliste norvégien, diplômé de l'université d'Oslo en histoire et littérature. 

## Biographie
Avant de devenir écrivain à plein temps, il fit carrière dans le journalisme, profession qu'il apprit à l'École norvégienne de journalisme. Il est l'auteur d'une quinzaine de romans, de trois ouvrages pour enfants, ainsi que de programmes télévisés.
Nombre de ses ouvrages ont explosé les records de vente. Il fut récompensé du prix Brage en 1992 pour le roman Trollbyen et du prix d'honneur en 2003 pour son œuvre littéraire. Il reçoit également le Prix Dobloug en 1998. Sa série d'ouvrages intitulée Une Histoire de la Norvège (5 volumes ; 1996–2000) a reçu le Sverre Steen Prize de la Norwegian Historical Society et explose les records de vente en Norvège. Une série télévisée s'est inspirée de ces ouvrages. Sa série d'ouvrages intitulée Histoire de l'Europe (4 volumes ; 2003–2006) fut traduite en plusieurs langues.